# 栃木トヨタ自動車
栃木トヨタ自動車株式会社（とちぎトヨタじどうしゃ）は、栃木県を主な販売エリアとするトヨタ自動車（販売チャネル：トヨタ店およびレクサス店）の正規ディーラーである。
2014年11月、株式移転により設立した純粋持株会社「NEZASホールディングス」の子会社となった。

## 概要
TMC黎明期から太平洋戦争期の栃木県内トヨタ車販売について
豊田自動織機製作所自動車部（トヨタ自動車（TMC）の前身、以後「TMC」と表記）は全国の販売網構築に関して地場の有力資本に協力を求め、昭和初期の栃木県においては「関東モータース商会（GM代理店）」と特約販売店契約を締結。1936年3月以降8月までの間にトヨタ車販売組織「関東トヨタ販賣」を設けて実質的に米国車（シボレー）と併売する形をとっていた。
1942年11月、戦時統制（重要産業団体統制令）により関東モータース商会は栃木県内の自動車販売を配給統制する地域配給会社「栃木縣自動車配給株式會社（栃木自配／本社・宇都宮市西原町（現・桜一丁目）」に改編・他系列の販売店と統合されることとなり、関東トヨタ販売は解散した。
戦後のパートナー、白羽の矢は新井家に
戦時中に自動車の配給を独占していた自動車統制会及び日本自動車配給株式會社は1945年8月の敗戦で機能停止（翌年に解散）となったが、敗戦直後の混乱とGHQ占領政策による自動車の供給不足もあり都道府県の自配は上部機構が解散した後も各メーカー車の配給業務を続けた。TMC販売責任者（当時）の神谷正太郎は重要産業団体統制令の解除を見越し、戦時統制で崩壊した国内自社販売網の再構築にいち早く奔走、各地のかつて日産系だった自配をも口説き取り込んでいった。1946年6月18日、運輸省より全国の自配に対して「メーカー系列別分離・独立」を促す陸運管理局長通牒「自動車配給機構改善方に関する件」の通達が出されたものの、自配の経営状況等を考慮し強制ではなく民間関係者の自由意志に委ねる面があった。栃木自配は従来通り日産・TMC両社との取引を独占・継続する方針を採るが、自社販売網構築を目指すTMCは栃木県の新たなパートナーとして旧烏山町を本拠に県東・県北地区で雑貨や砂糖、石油製品（ライジングサン石油特約店）を取り扱い、大正8年（1919年）頃より宇都宮市大工町でフォード車の栃木・茨城県代理店「ミヤコ自動車商会」を経営していた「合名会社新庄（あらしょう）商店」（新井家）と特約販売店契約を締結。1946年10月1日、宇都宮市に「栃木トヨタ販賣株式會社」を設立した。
本社はミヤコ自動車商会（宇都宮市西原町／現・桜四丁目）の一部を間借りしたが、スタッフ増員で事務所が手狭となり宇都宮市大町（現在の一番町付近）にあった荒川常務（当時）私邸の一部を借用し移転。その後、整備部門の必要性から傍系列のミヤコ自動車工業を吸収、本社を再び西原町の創業地へ戻した。
1948年8月末、TMCの指示により商号を現在の「栃木トヨタ自動車株式会社」に変更している。業務拡大により本社社屋が手狭となり1964年には宇都宮市の郊外・上横田の国道4号沿いにあった宇都宮サービスセンター敷地内に本社を新築、創業地の西原町より移転した。現在の本社屋は創業60周年の2006年9月に建て替えたものである。
1968年には県内のトヨタディーラーと栃木トヨタ整備が共同出資し「トヨタレンタカー栃木（現・トヨタレンタリース栃木）」を設立、1988年の増資の際に栃木トヨタが過半数の株式を取得し子会社とした。
1975年12月、TMCの住宅事業参入に同社も賛同し「住宅事業部」を設けて住宅販売に参入した。1988年には住宅事業部を分離・独立させ「トヨタホーム北関東」を設立したが、TMCの方針に従い 2002年4月に新設された「トヨタホームあおい」に事業を継承し5月末で撤退している。
TMCが1991年、フォルクスワーゲン（VW）と日本国内で販売提携したことに伴いVW車及びアウディ車の販売事業に参入、「DUO栃木中央」を1993年5月に開店した（2001年、アウディ車取扱を終了しVW車専売化／2010年、フォルクスワーゲングループジャパンとの直接取引体制に移行／2014年に分社化、2017年10月に2号店「Volkswagen西那須野」を出店）。
福島トヨタを傘下に迎え入れグループ再編
2007年、TMCが直営化していた隣県･福島県のトヨタ店「福島トヨタ自動車（福島トヨタ）」株式の引き受けを打診され受諾、子会社化。元来“一県一社”が原則であるトヨタ店2社が“親子関係”になっていることを是正するため、2015年に栃木トヨタおよび福島トヨタの2社を持株会社「NEZASホールディングス」の直接子会社とするグループ再編を行い、対等な関係に位置づけた。
TMCが戦後最初に作ったディーラー網（トヨタ店）の一社である栃木トヨタはトラック販売からスタートしており、その後の取扱車種でも商用車（ライトバン・トラックなど）およびセンチュリー、クラウンなど高級乗用車が多いことから、古くからの法人や富裕層のユーザーに強みを持つ。
店舗網は新車取扱いの「トヨタ店」20店舗のほか、「レクサス店」を1店舗、中古車取扱店「U-Car（旧・くるめーと）」を6店舗（そのうちの2店舗はトヨタ店に併設）展開している。
2020年5月の全車種取扱開始までトヨタブランドの軽自動車「ピクシス」シリーズは、原則としてトヨタカローラ店とネッツ店の専売車種のため取り扱わず、ショールーム内にダイハツ軽自動車のカタログが用意され、業販仕入れにより顧客の軽自動車需要に応えていた。2021年2月、那須烏山店リニューアルの際にダイハツの新車・中古車ショールーム「ダイハツ烏山」を新設、トヨタ車との併売を本格的に開始した。
地元・栃木県内の各種スポーツやモータースポーツ、文化事業などを積極的に支援しており、長年栃木県サッカー選手権大会の冠スポンサーを務めたほか、ベースボール・チャレンジ・リーグ「栃木ゴールデンブレーブス」のスポンサーになっている。

## 沿革
- 1946年（昭和21年）
  - 10月1日 「栃木トヨタ販賣株式會社[注 1]」設立（本社／宇都宮市西原町2885番地（現・宇都宮市桜、足利銀行本店所在地））[1][2]
  - 12月1日 本社を宇都宮市大町に移転[2][3][4]
- 1947年（昭和22年）
  - 4月23日 ミヤコ自動車工業有限會社を吸収合併[2][3][4]
  - 11月5日 本社を宇都宮市西原町に再移転[2][3][4]
- 1948年（昭和23年）8月30日 商号を「栃木トヨタ自動車株式会社」に改称[注 21]
- 1949年（昭和24年）9月 通産省より「補修用タイヤ・チューブ配給登録店」認可[62]
- 1950年（昭和25年）4月 TMCの工販分離により設立された販売部門「トヨタ自動車販売（トヨタ自販）」の特約店となる（- 1982年6月まで）[63]
- 1954年（昭和29年）6月 足利市伊勢町の自動車修理工場を買収、「足利営業所」設置[64]
- 1956年（昭和31年）9月 トヨペット店新設に伴いSKB型、RR16型、RR17型の販売権を栃木トヨペットへ移管[65][66][67]
- 1957年（昭和32年）7月11日 「栃木トヨタ整備株式会社」設立[38]
- 1964年（昭和39年）9月13日 宇都宮サービスセンター（宇都宮市上横田1300番地／現・横田新町3番47号）の敷地内に本社社屋落成・西原町より移転[4][35]
- 1968年（昭和43年）4月8日 「株式会社トヨタレンタカー栃木（現・株式会社トヨタレンタリース栃木）」設立[40][68]
- 1974年（昭和49年）4月1日 資本金2,500万円増資し、1億円とする[4][69]
- 1975年（昭和50年）
  - 1月17日 社員育成施設「研修センター」開所[70]
  - 4月23日 中古車販売拠点「宇都宮マイカーセンター」オープン[70]
  - 8月2日 中古車販売拠点「足利マイカーセンター」オープン[70]
  - 12月 住宅販売事業に参入（「トヨタオフィス」販売開始）
- 1976年（昭和51年）中古車販売拠点「小山マイカーセンター」オープン[70]
- 1981年（昭和56年）3月1日 TMC及び県内トヨタディーラー共同出資による「トヨタ部品栃木共販株式会社[注 31]」設立、部品部門を分離[72]
- 1988年（昭和63年）10月1日 「トヨタホーム北関東株式会社（本社／宇都宮市花房）[注 23]」を設立し、住宅販売事業を分離[41]
- 1993年（平成5年）5月22日 VW・アウディ車販売店「DUO栃木中央」オープン（宇都宮市簗瀬町／トヨタ店の簗瀬営業所併設）[41]
- 1997年（平成9年）8月1日 「株式会社ジェームス栃木中央（現・ジェームス栃木）」設立[4][59]
- 1998年（平成9年）4月14日 ジェームス細谷店オープン[注 32]
- 2000年（平成12年）4月1日 営業所呼称を「店」に変更[4]
- 2001年（平成13年）1月 DUO栃木中央でのアウディ車取り扱い終了、VW車専売店となる[47]
- 2002年（平成14年） 「トヨタホーム北関東[注 23]」の事業を「トヨタホームあおい」に継承、住宅販売事業から撤退（5月末）[42]
- 2003年（平成15年）3月22日 ISO取得推進委員会発足[59]
- 2005年（平成17年）8月30日 「レクサス宇都宮北」オープン[4][59]
- 2006年（平成18年）
  - 1月25日 栃木トヨタ社内報創刊[4][59]
  - 4月1日 中古車取扱店呼称を「カーパーク」から「くるめーと」に変更[4][59]
  - 9月15日 創立60周年記念事業として本社新社屋落成[4][59]
- 2007年（平成19年） TMCより福島トヨタ自動車の株式を譲受し、子会社化[4][8][56]
- 2008年（平成20年）10月18日 簗瀬店を新築移転、DUO栃木中央を単独店舗化[74]
- 2010年（平成22年）10月1日 「DUO栃木中央」の店名を「Volkswagen栃木中央」に変更[48][49]
- 2014年（平成26年）
  - 11月7日 株式移転により純粋持株会社「栃木トヨタホールディングス株式会社」設立、同社の子会社となる[4][75]
  - 12月1日 「株式会社DUO栃木」設立[50]
  - 月日不明 「株式会社ジェームス栃木」を100%子会社化[4]
- 2015年（平成27年）
  - 4月1日 VW車事業を「株式会社DUO栃木」に分離・継承[4][50]
  - 7月1日 栃木トヨタホールディングスの商号を「株式会社NEZASホールディングス」に改称、栃木トヨタ自動車および福島トヨタ自動車の2社をNEZASホールディングスの直接子会社とするグループ再編を実施[4][8][58]
- 2019年（平成31年）
  - 2月21日 健康経営優良法人2019（大規模法人部門「ホワイト500」）認定[4][76]
  - 4月1日 中古車取扱店の独自呼称「くるめーと」を廃止、「U-Car」ブランドに変更[77]
  - 7月26日 タクシー事業会社「有限会社片岡交通（矢板市片岡）」を子会社化[78]
- 2020年（令和2年）5月8日 トヨタ全車種取扱開始
- 2021年（令和3年）
  - 2月11日 那須烏山店にダイハツの新車ショールーム「ダイハツ烏山」を新設[60][61]
  - 10月1日 創立75周年記念として、宇都宮市インターパークに子育て世代向けの地域コミュニティ施設「ミナテラスとちぎ」を開設[79]

## 拠点

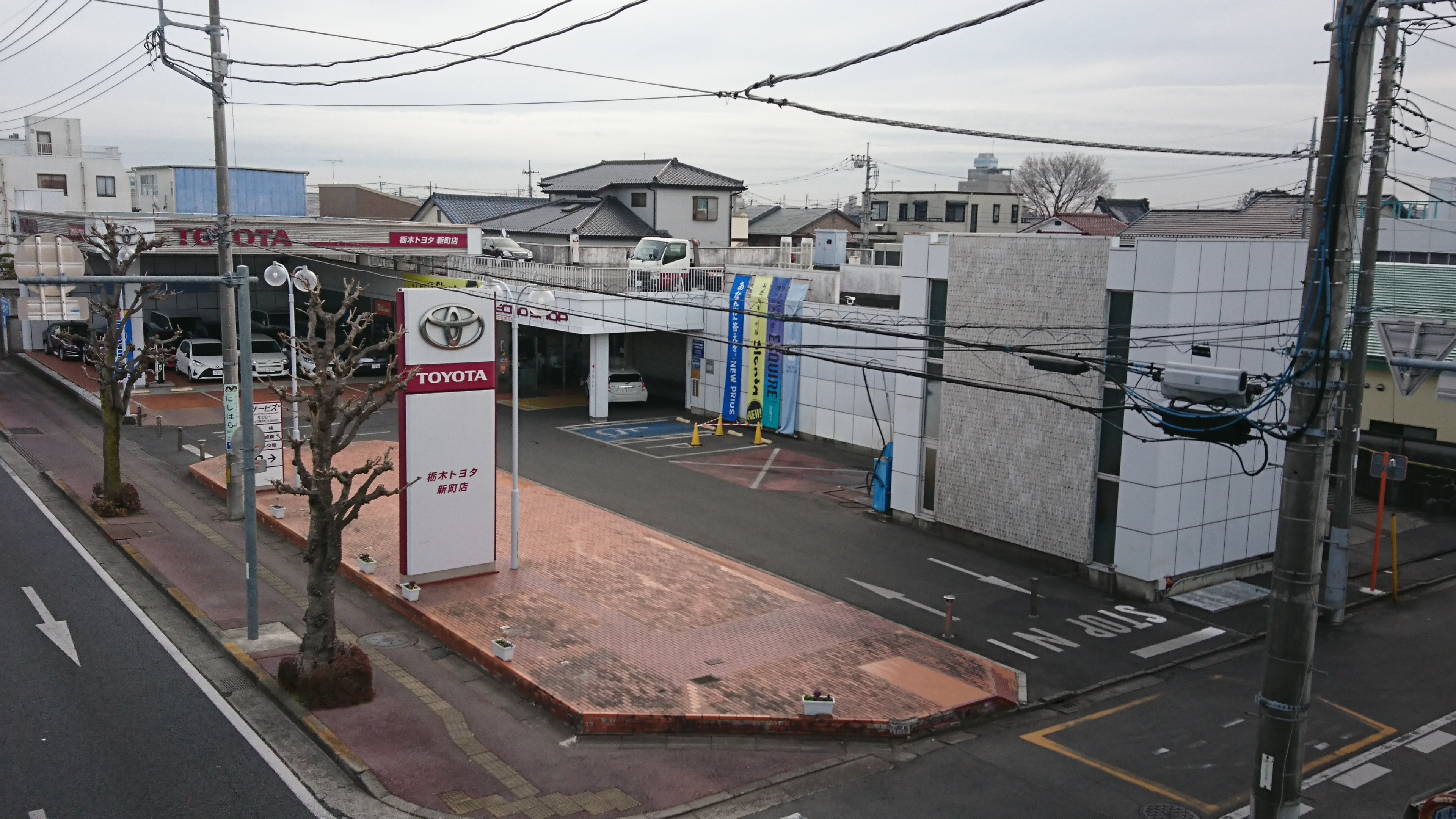
新町店 （旧・宇都宮営業所） 宇都宮市新町 2019年2月4日撮影
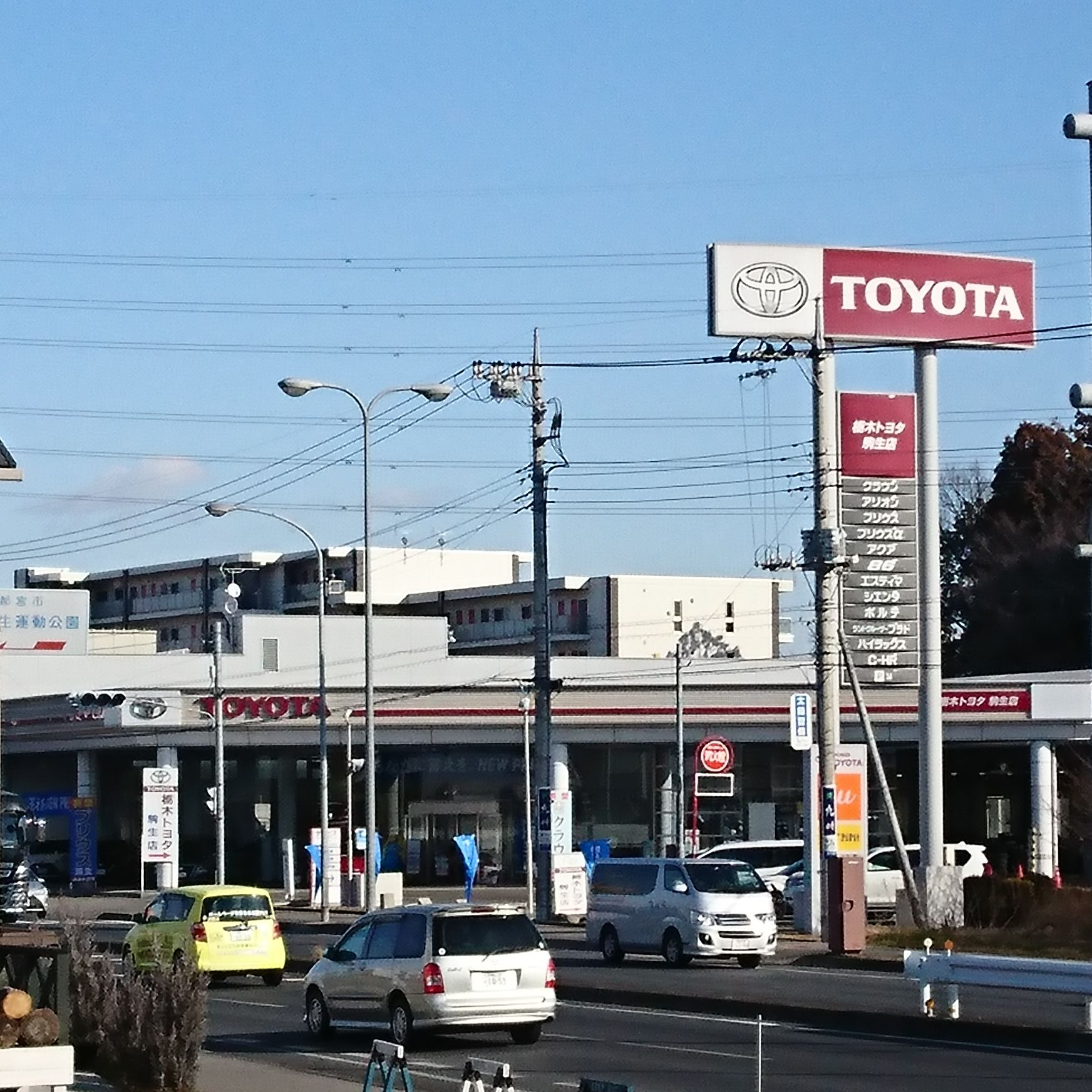
駒生店 宇都宮市鶴田町 2019年2月6日撮影
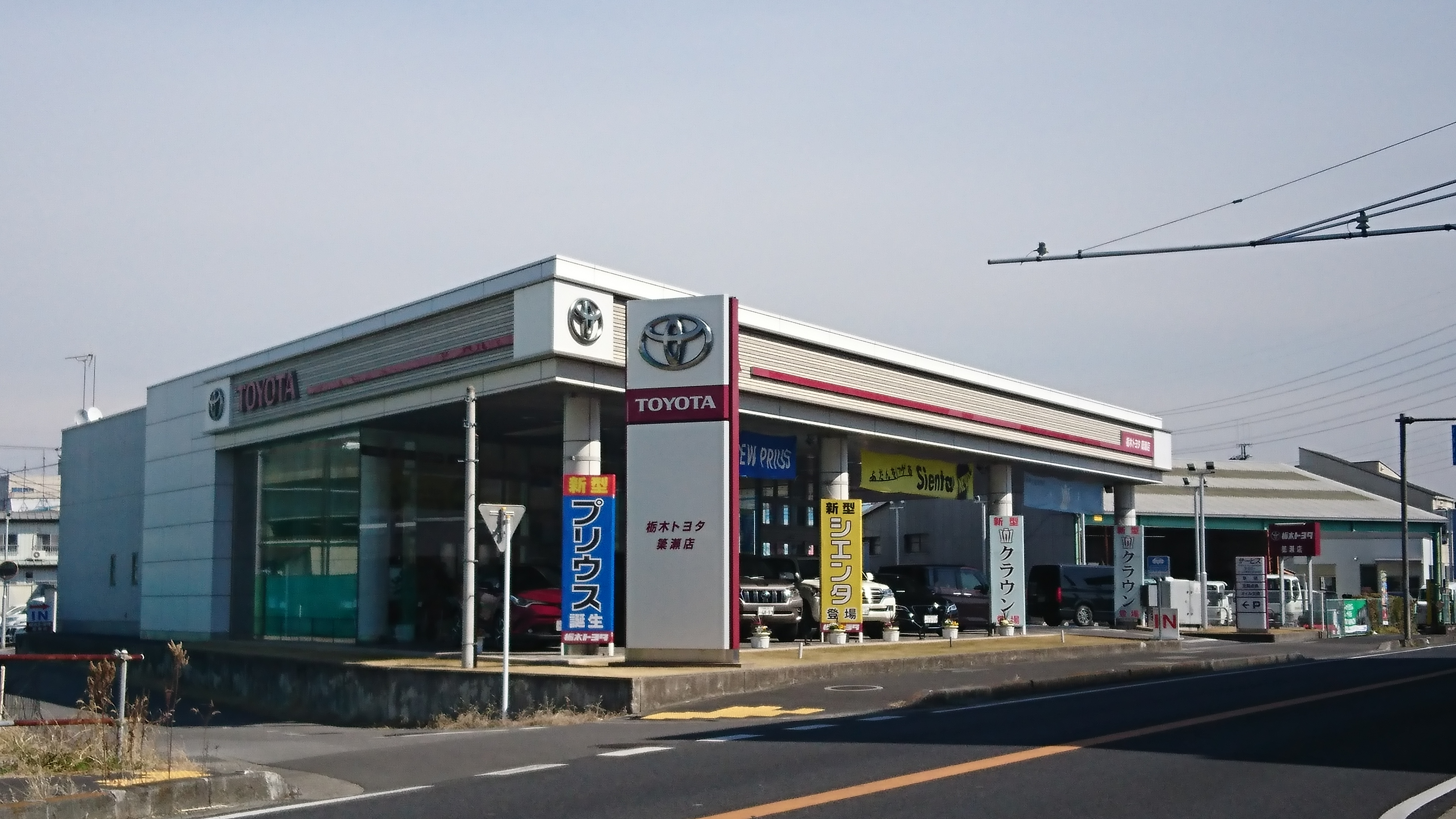
簗瀬店 宇都宮市簗瀬町 2019年3月19日撮影
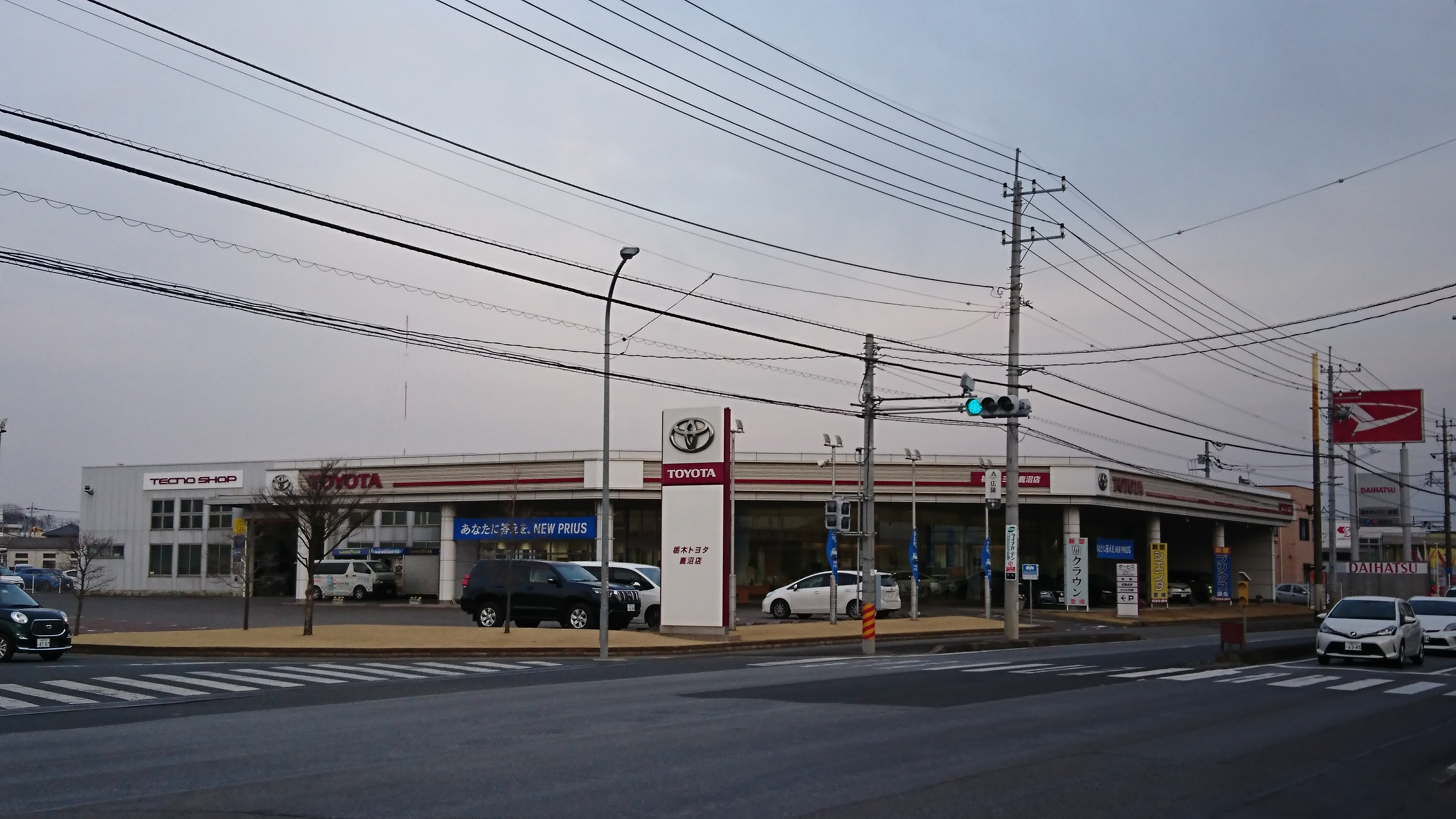
鹿沼店 鹿沼市深津 2019年2月27日撮影
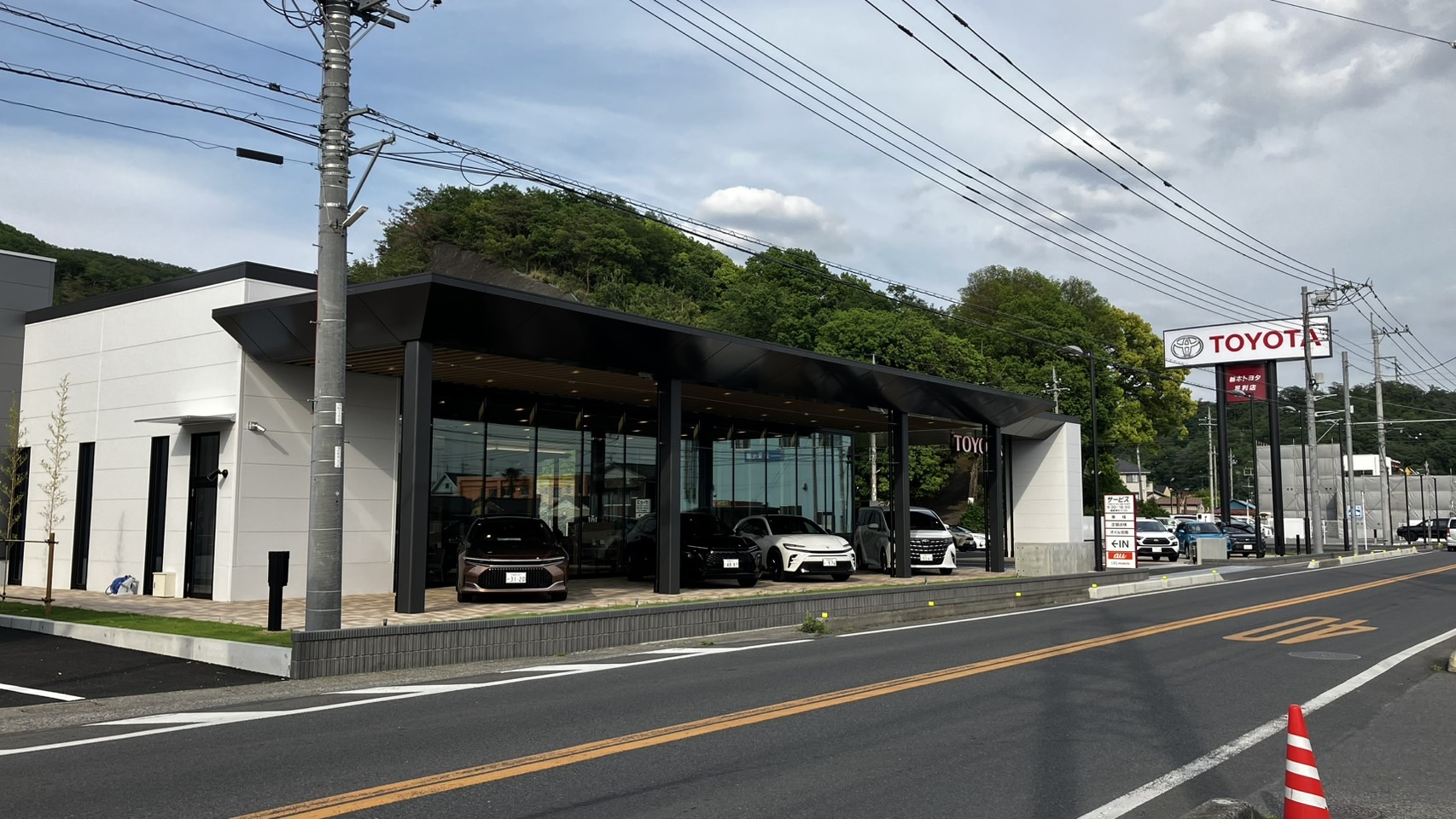
足利店(新店舗) 足利市山川町 2025年5月15日撮影
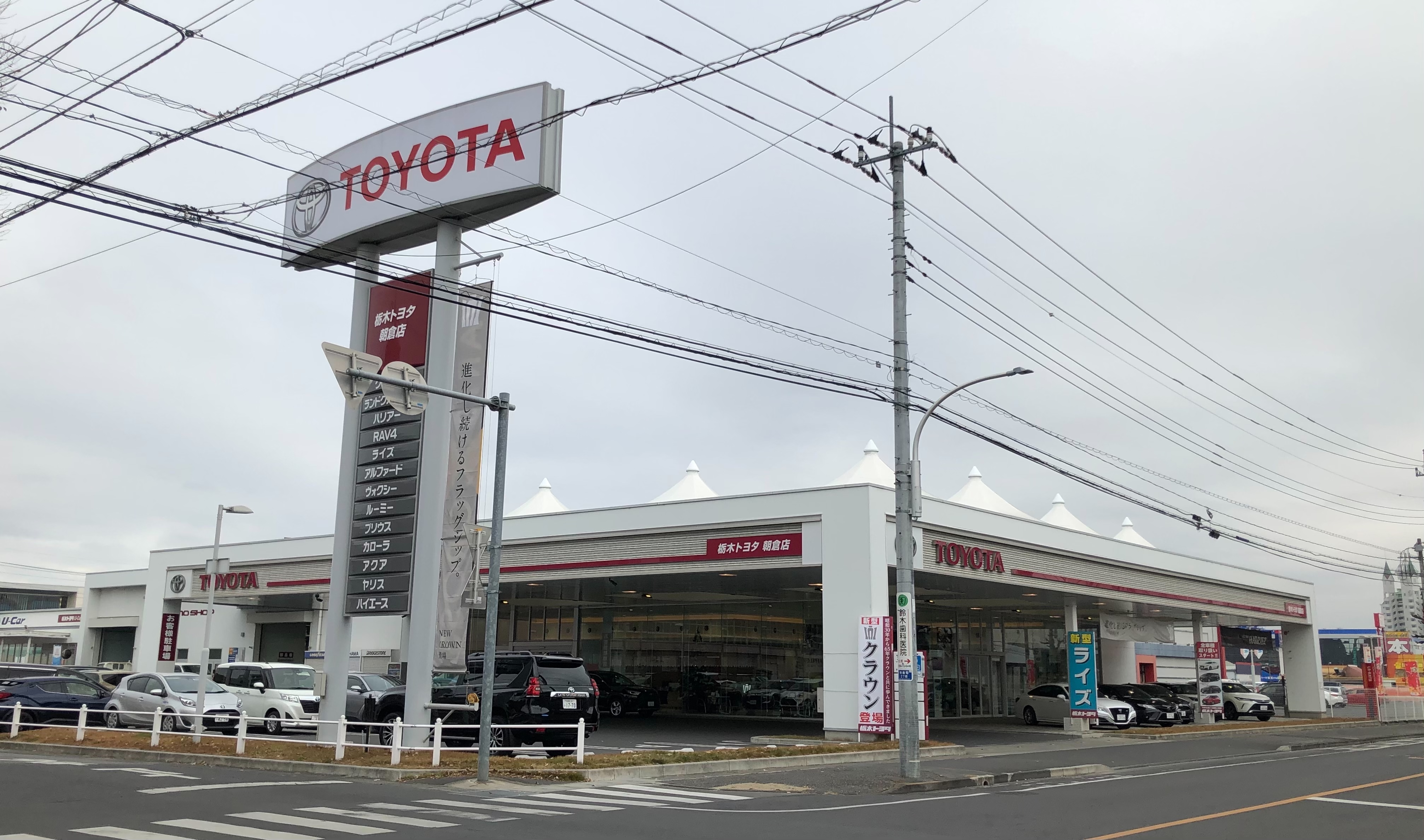
朝倉店 足利市朝倉町 2020年12月5日撮影
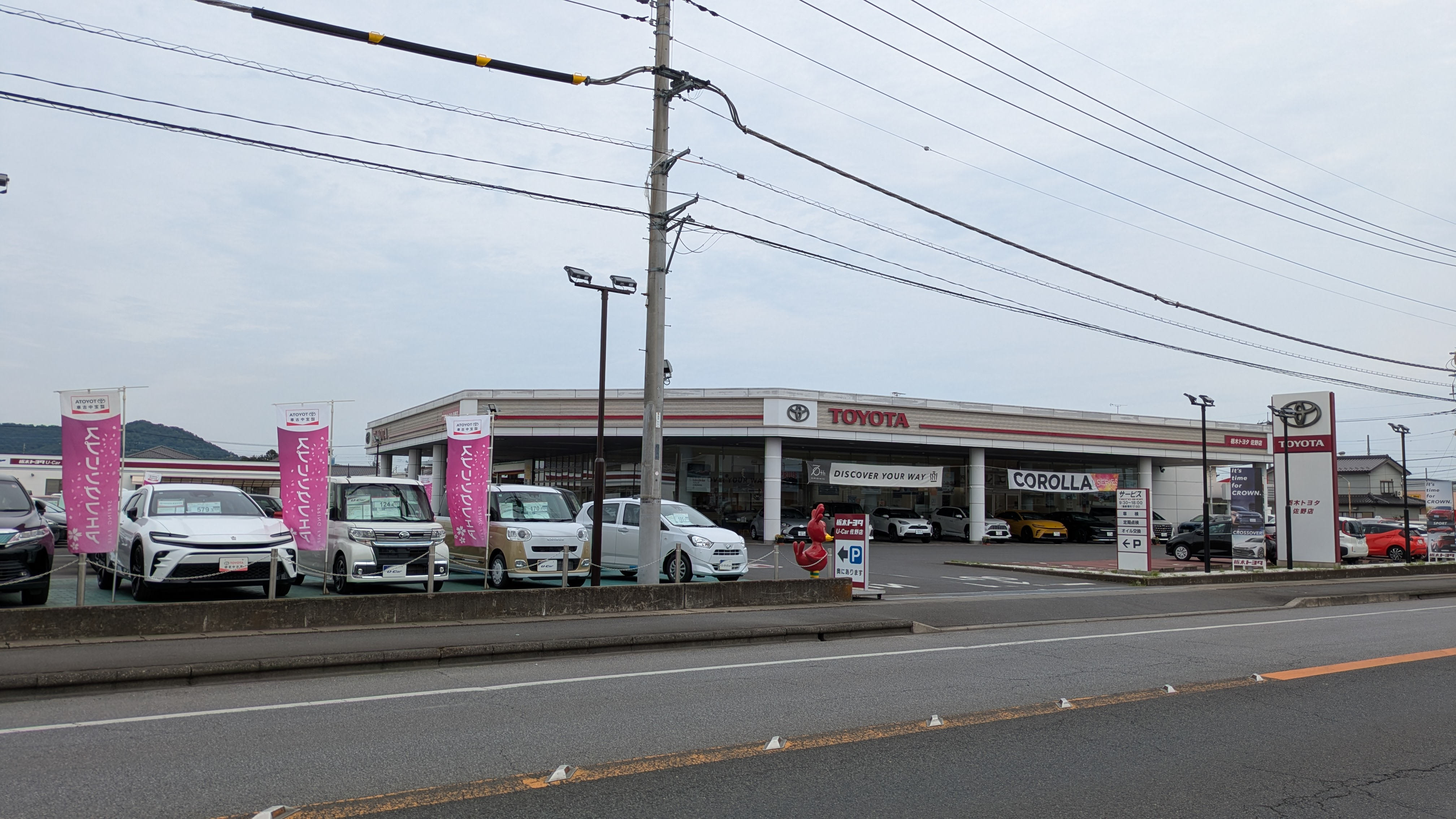
佐野店 佐野市高萩町 2025年5月29日撮影
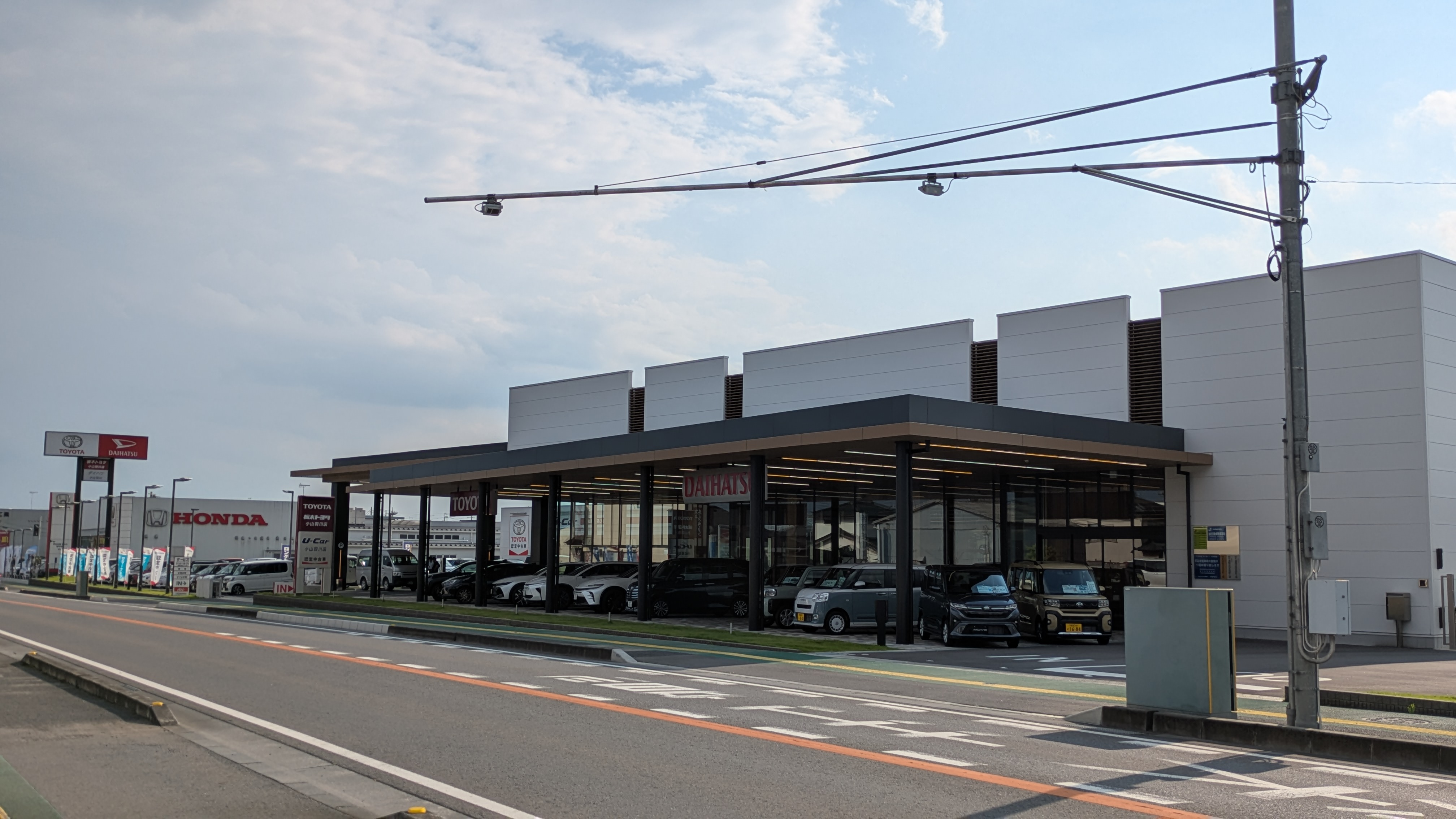
小山羽川店（ダイハツ羽川併設） 小山市羽川 2025年6月27日撮影
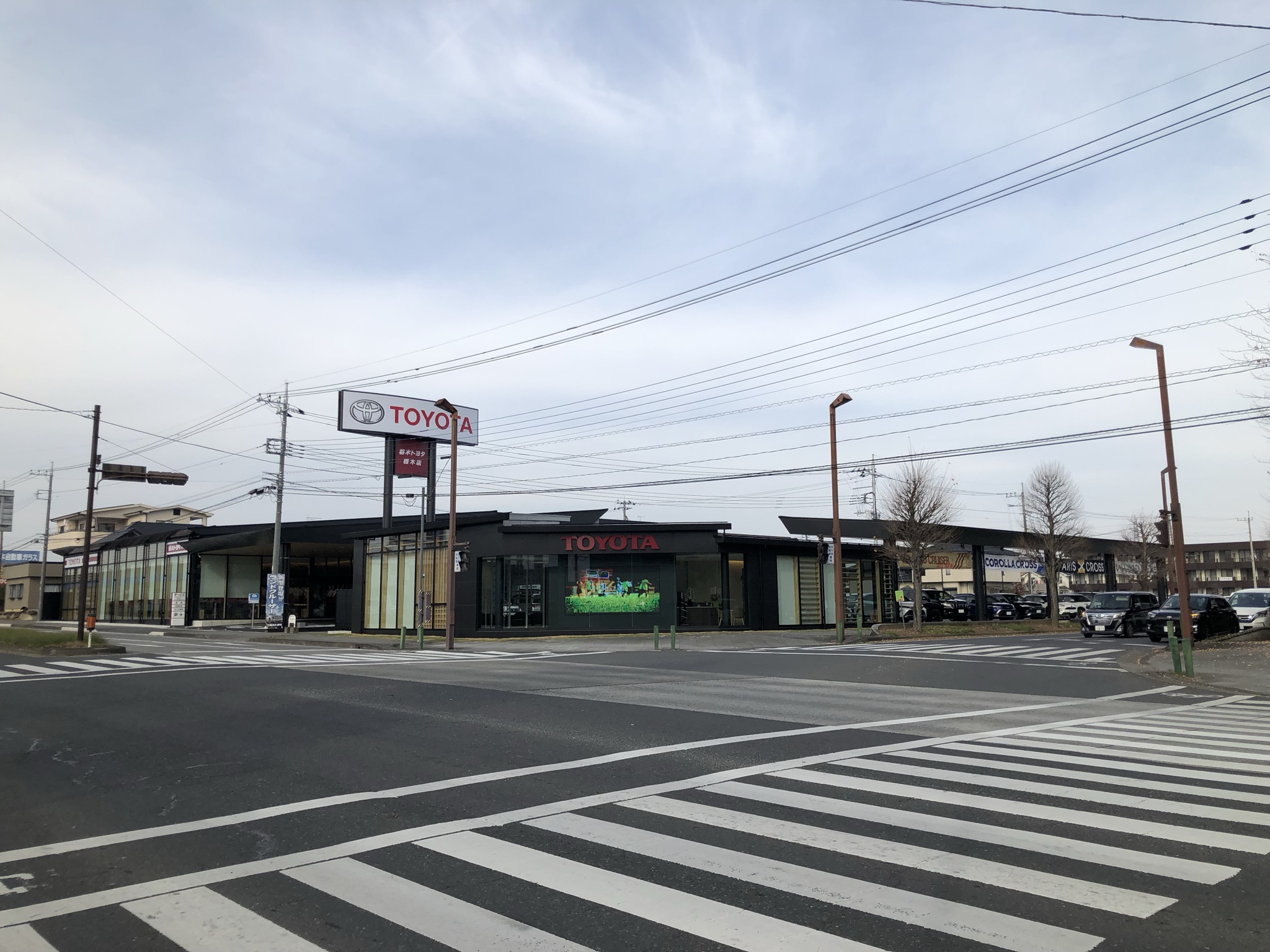
栃木店 栃木市野中町 2023年6月15日撮影
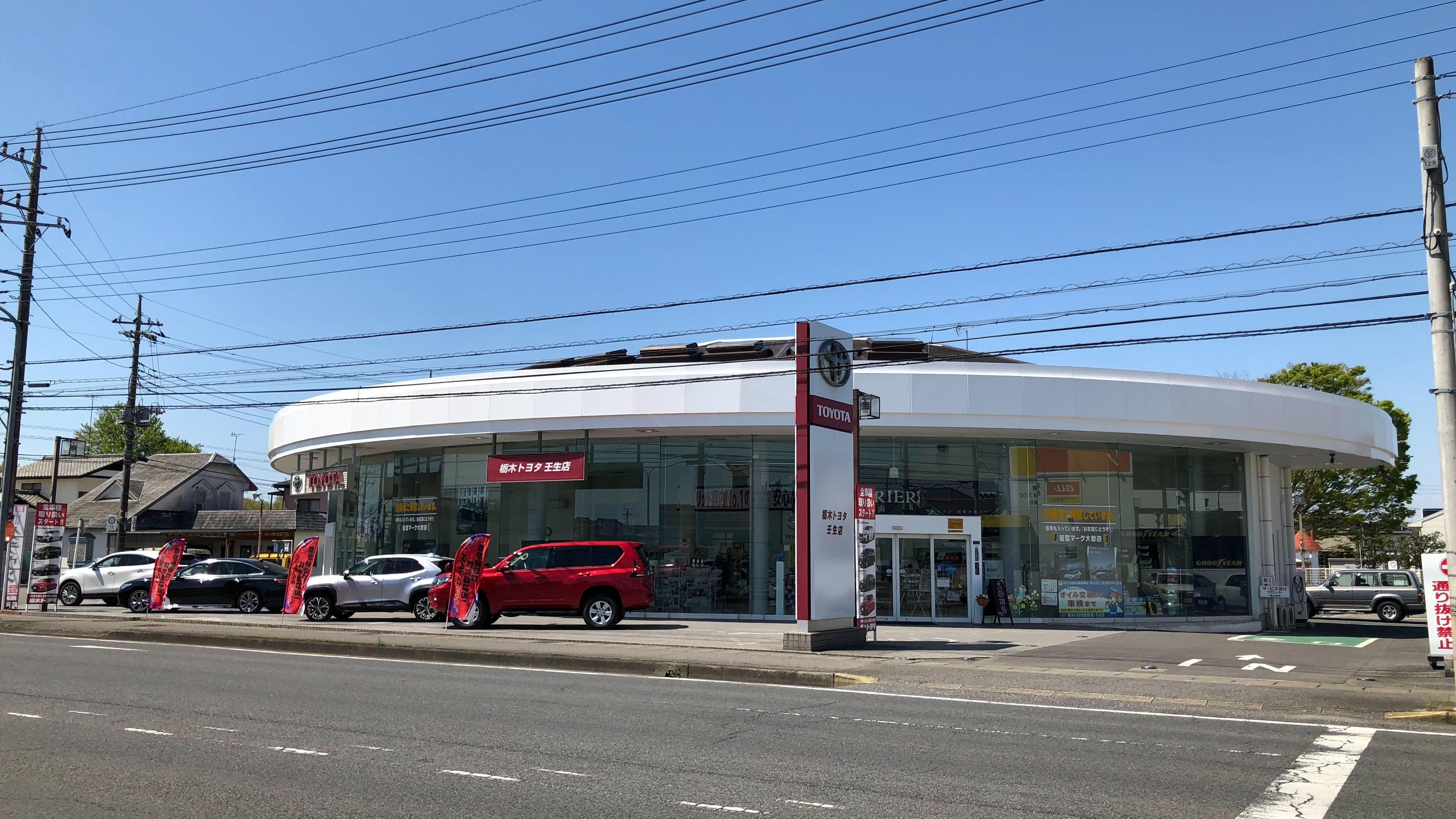
壬生店 下都賀郡壬生町落合 2021年4月10日撮影
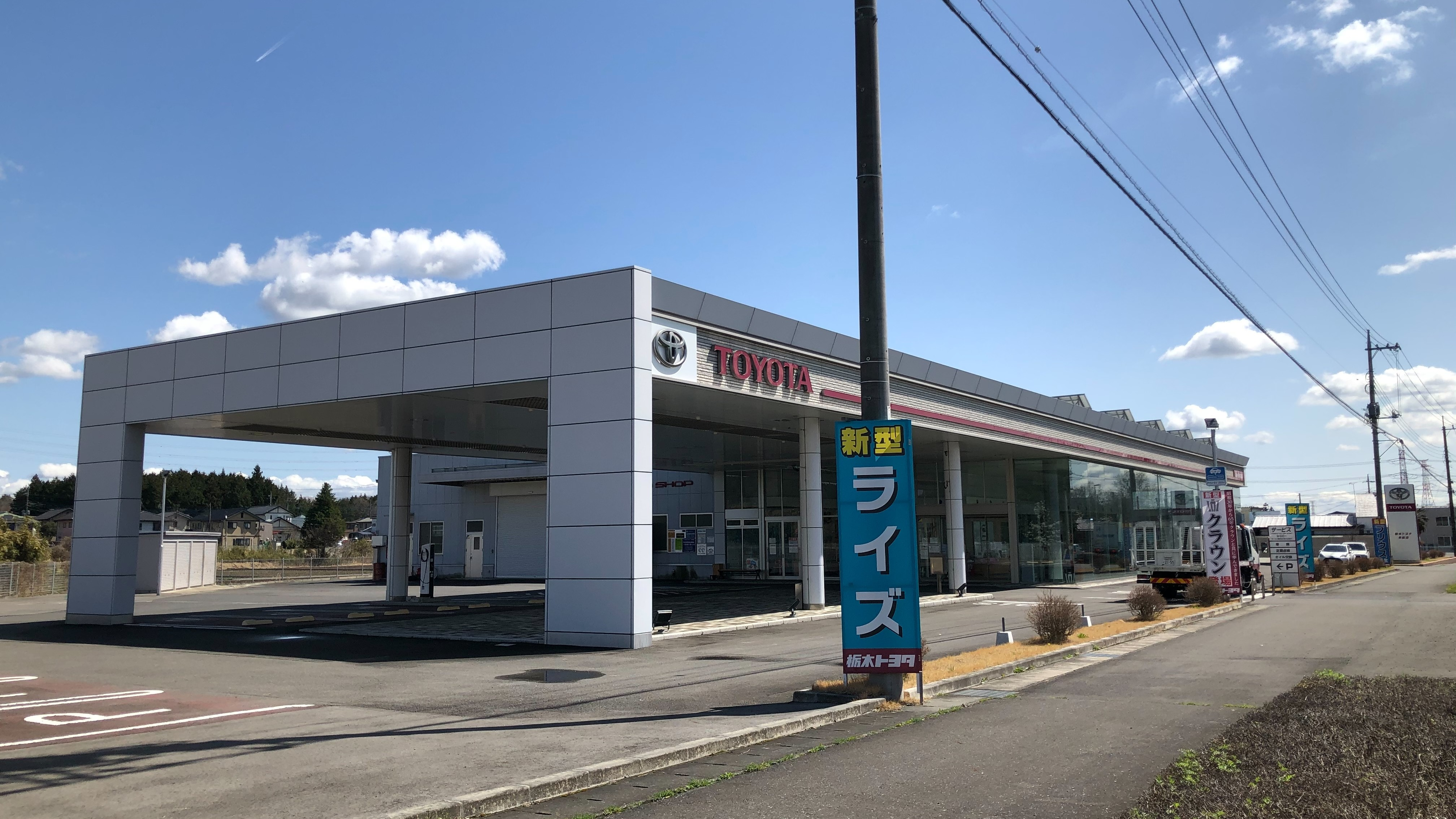
矢板店 矢板市中 2021年3月29日撮影
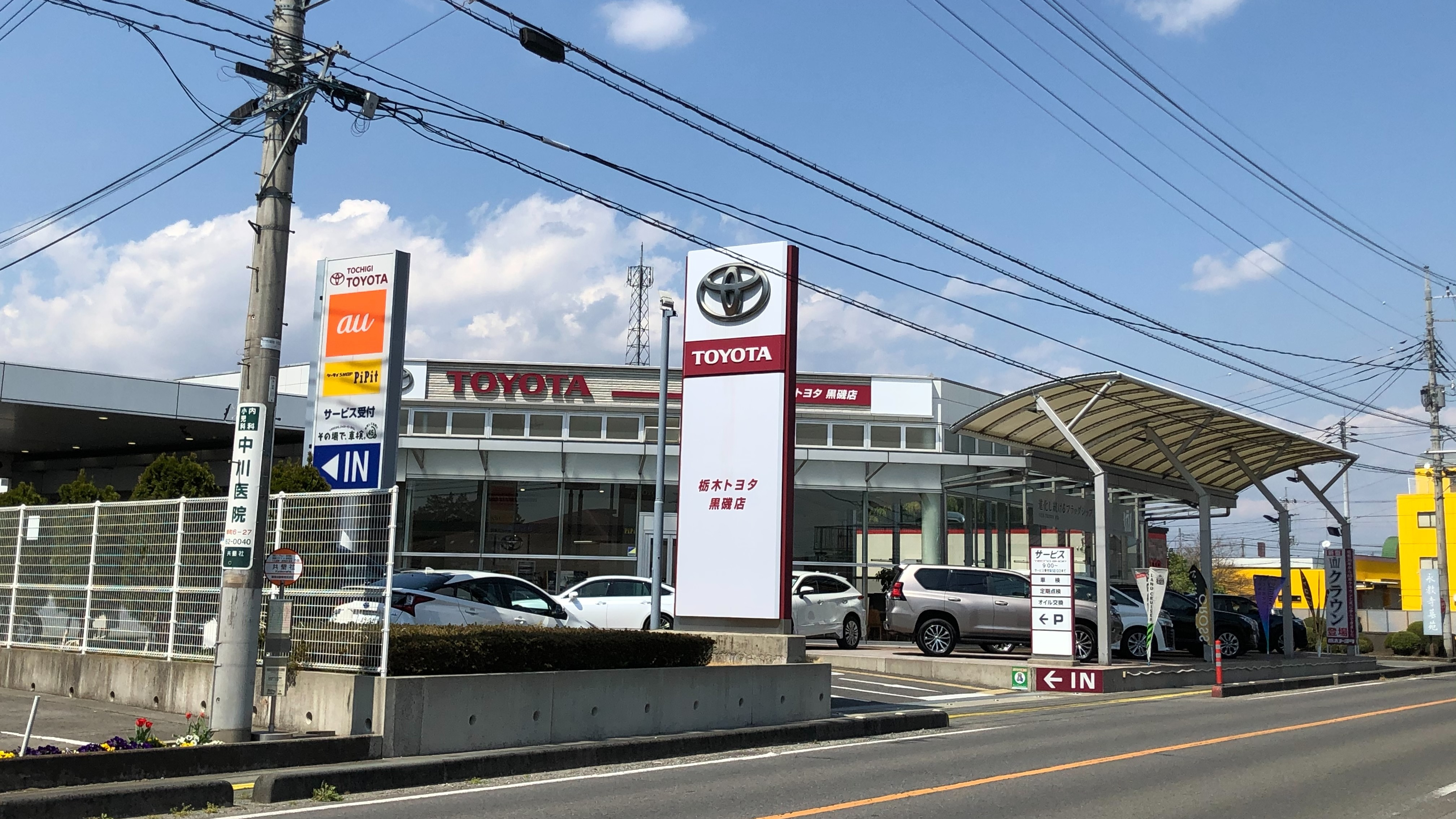
黒磯店 那須塩原市共墾社 2021年4月11日撮影
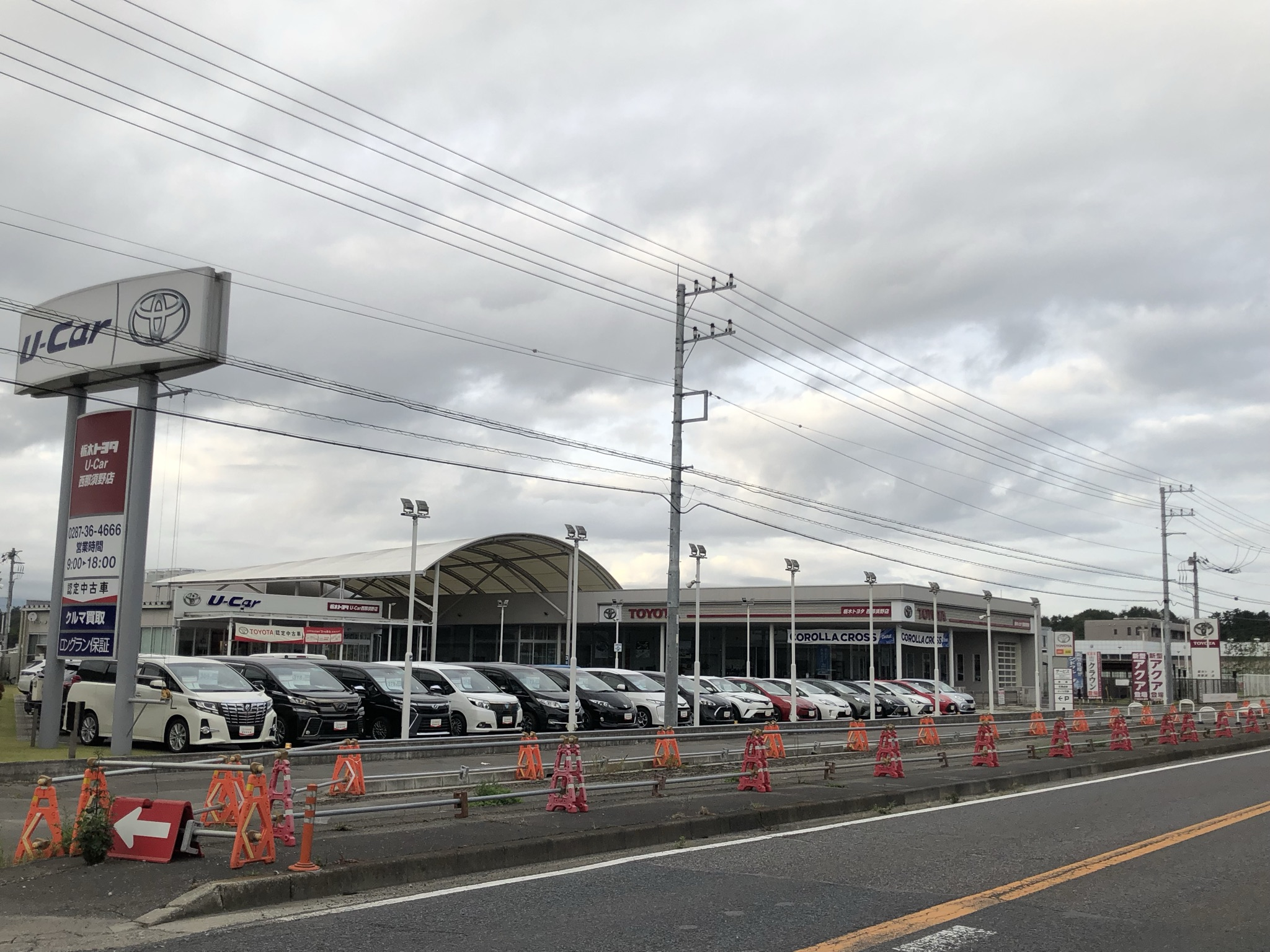
西那須野店 那須塩原市三区町 2023年6月16日撮影
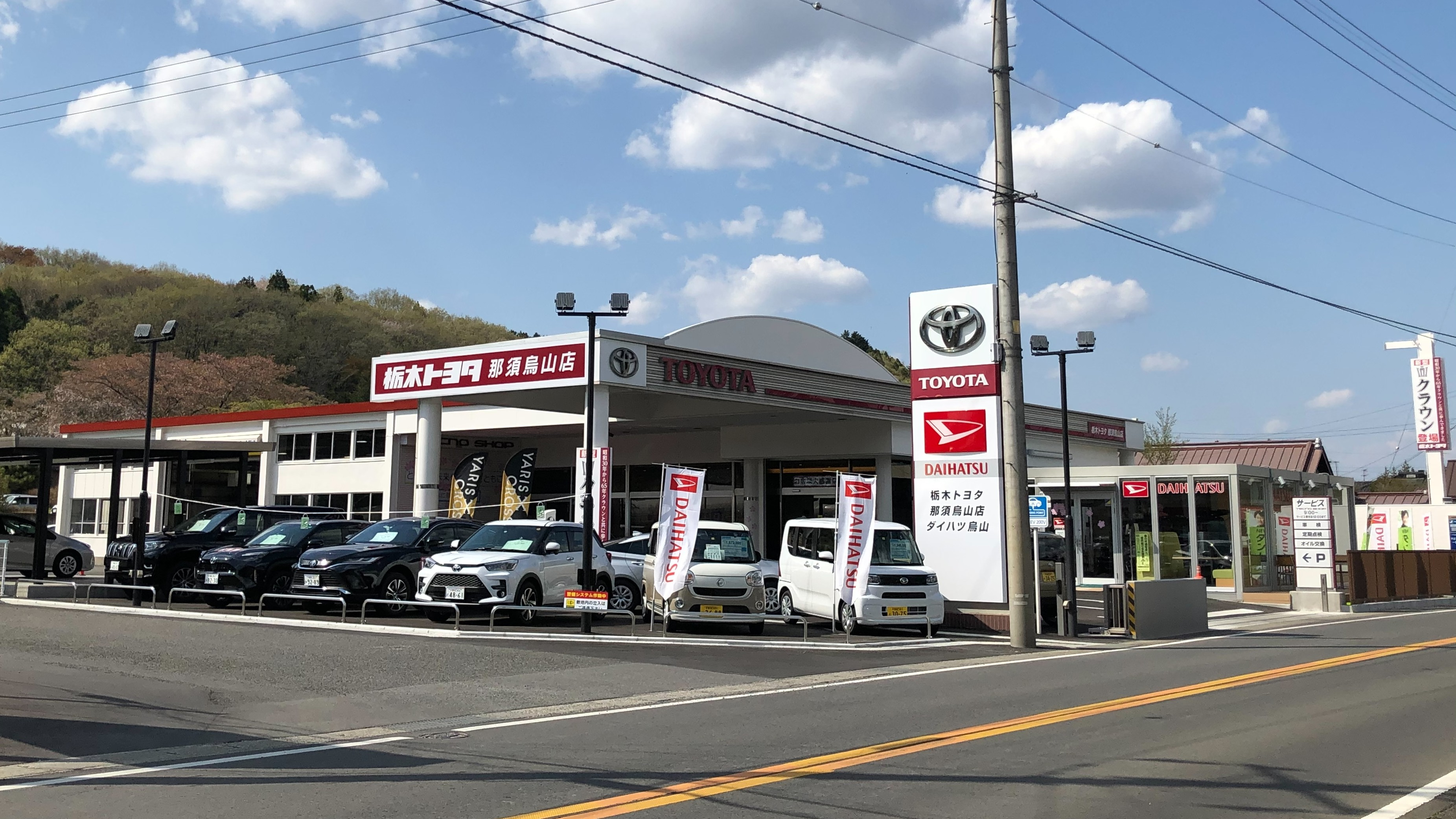
那須烏山店 那須烏山市大桶 2021年4月11日撮影
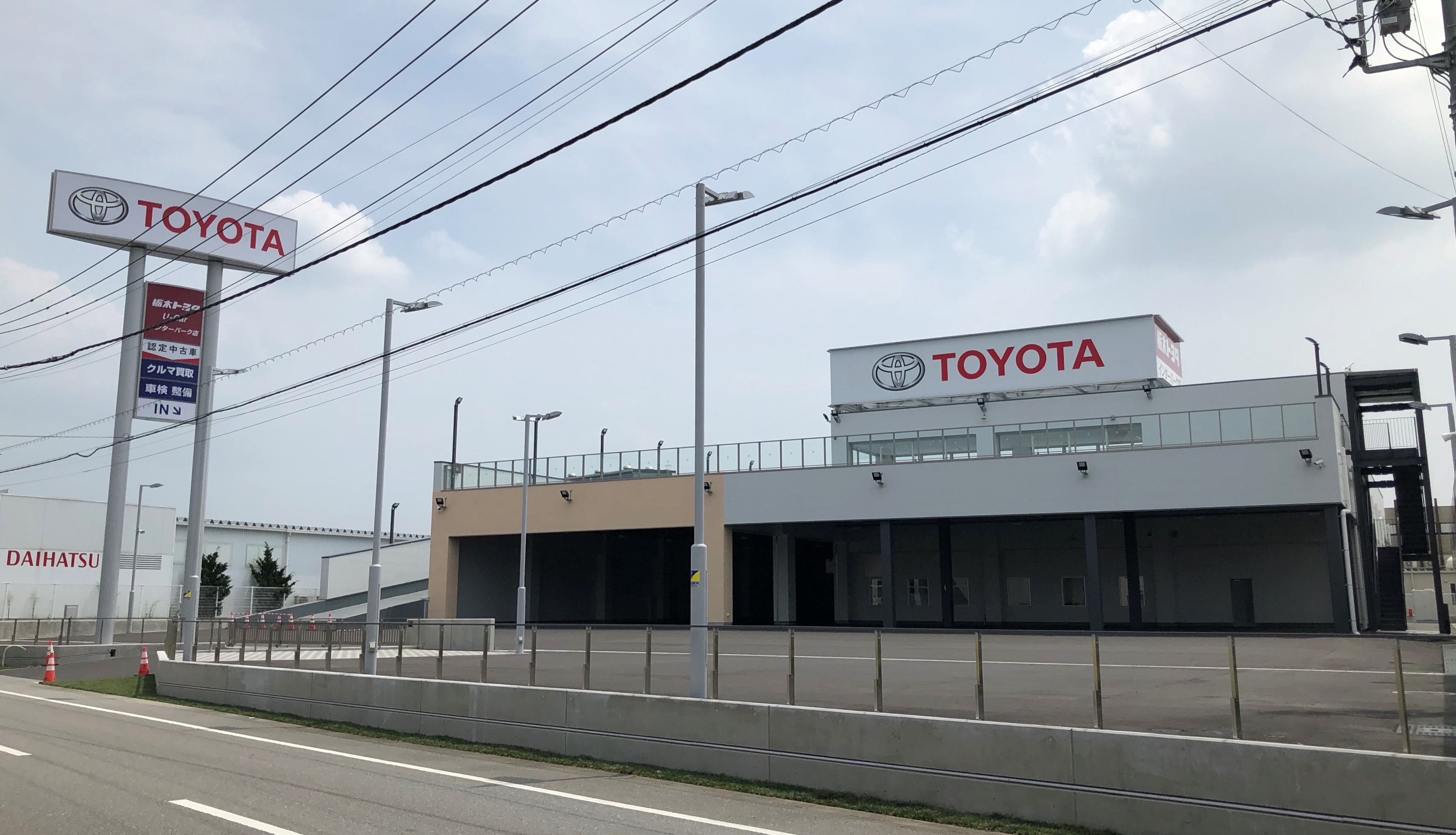
U-Carインターパーク店・新店舗 宇都宮市インターパーク 2020年8月10日撮影
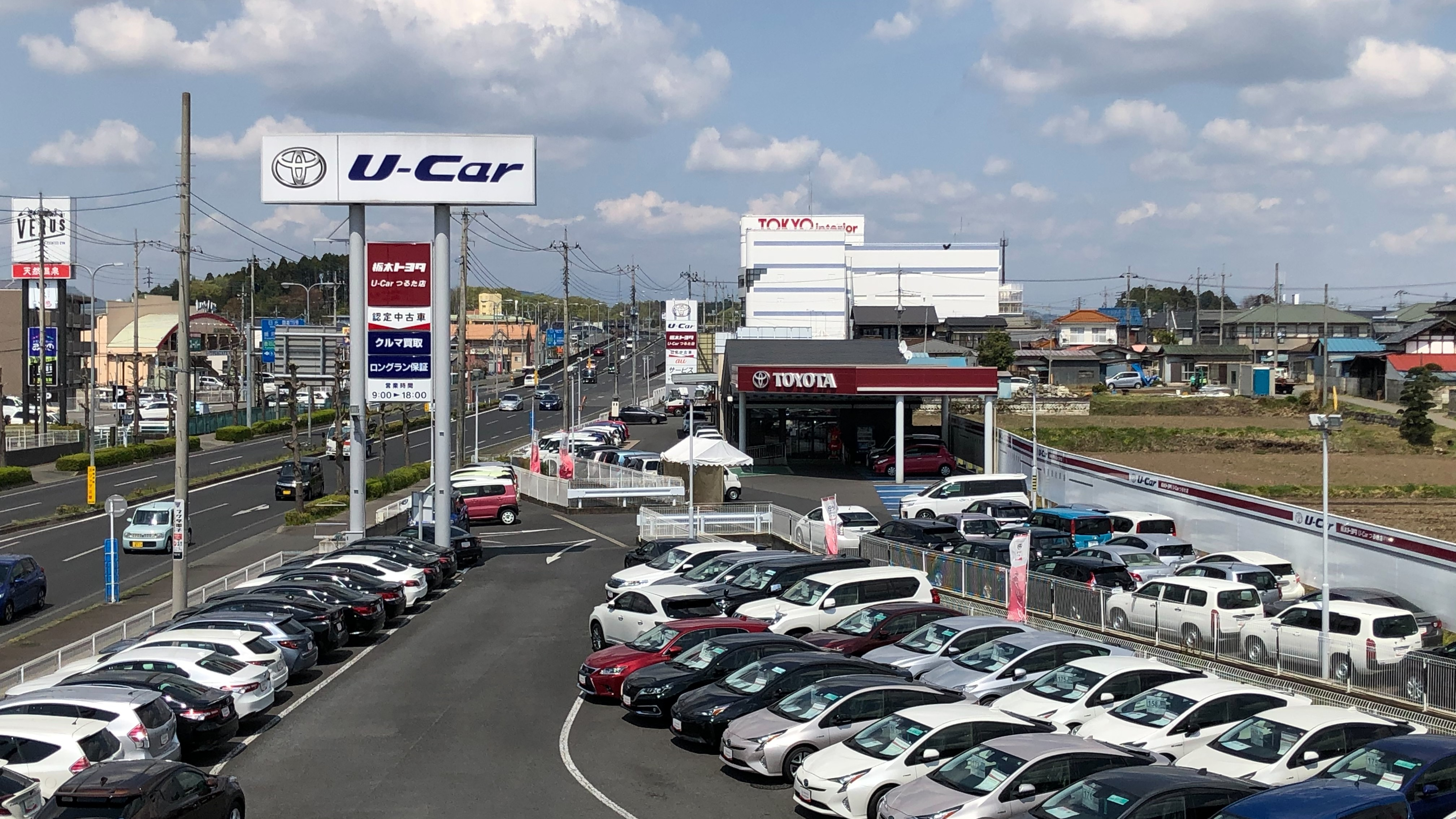
U-Carつるた店 宇都宮市鶴田町 2021年4月12日撮影
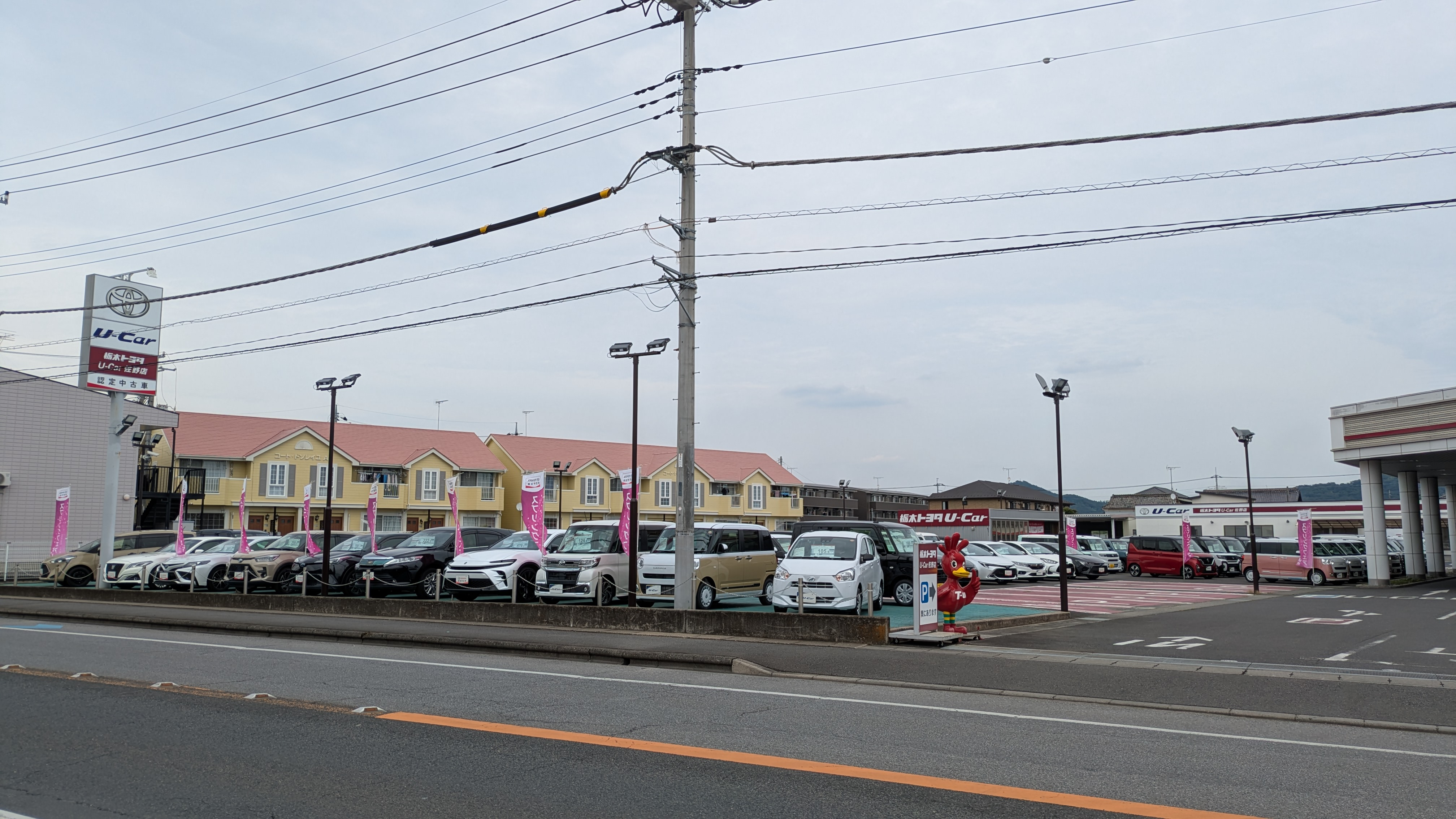
U-Car佐野店 佐野市高萩町（栃木トヨタ佐野店併設） 2025年5月29日撮影
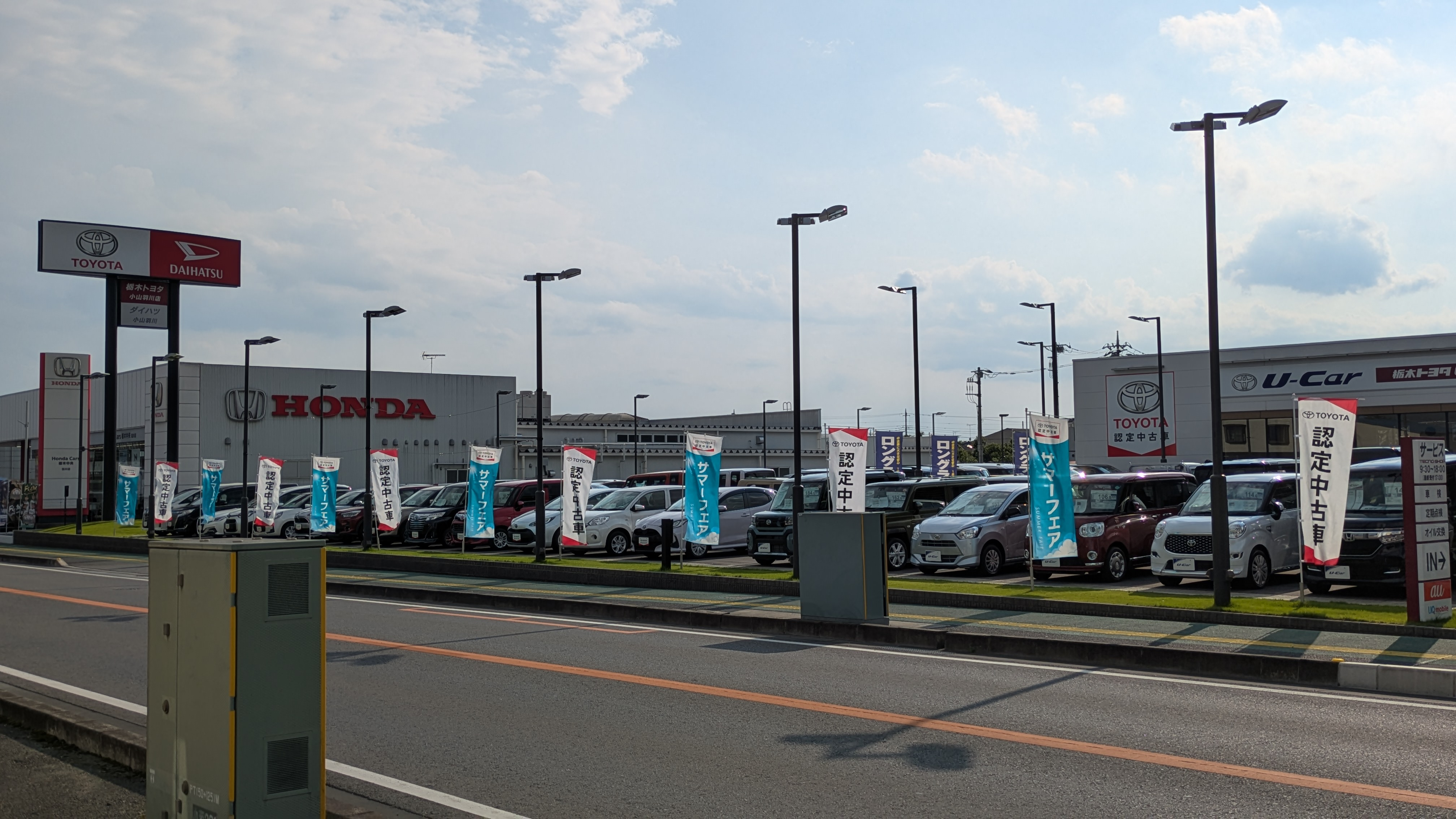
U-Car小山羽川店 小山市羽川（栃木トヨタ小山羽川店併設） 2025年6月27日撮影
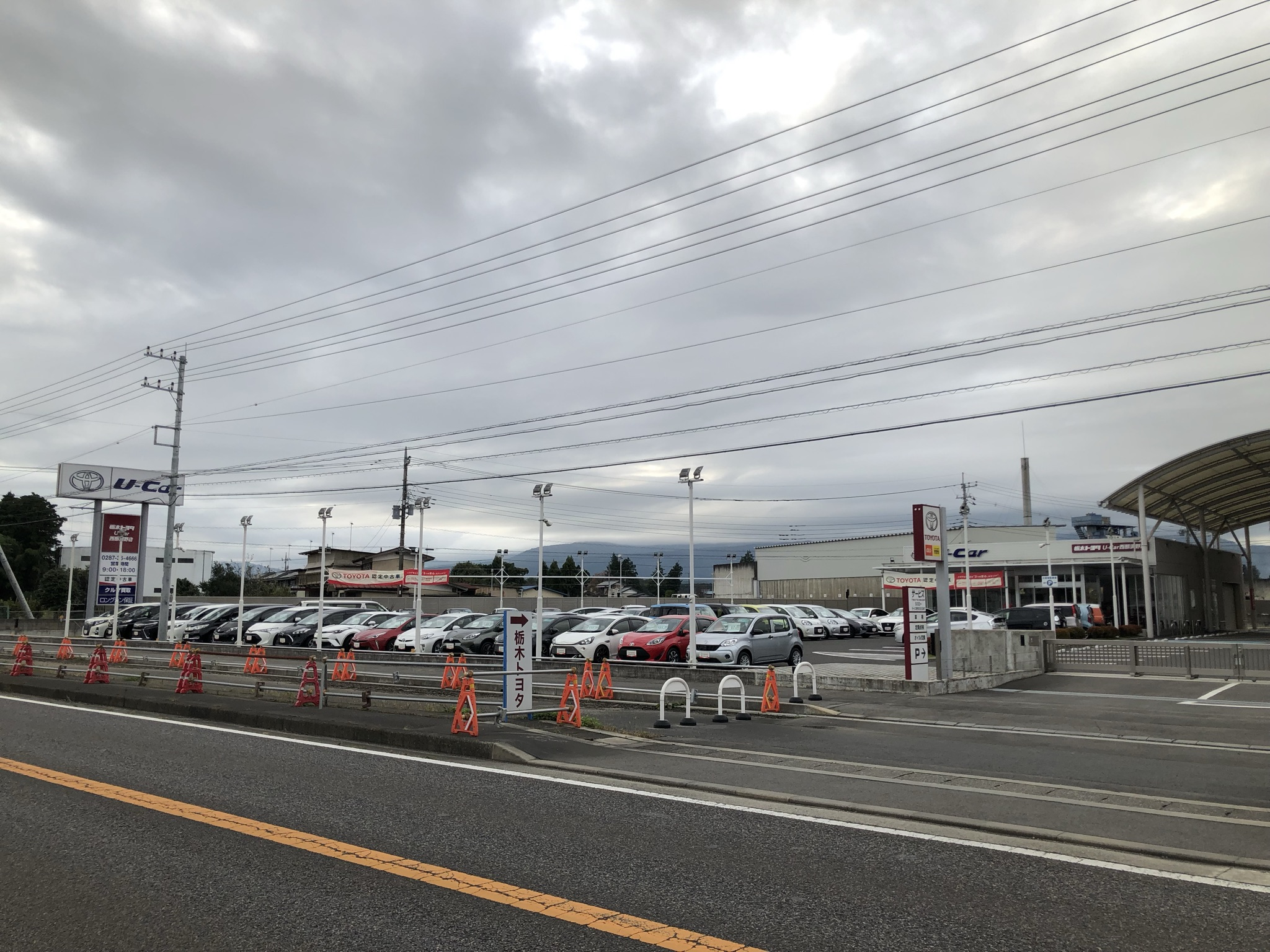
U-Car西那須野店 那須塩原市三区町（栃木トヨタ西那須野店併設） 2023年6月16日撮影

## 関連会社
- トヨタレンタリース栃木
- ジェームス栃木（カー用品販売・メンテナンス「ジェームス」宇都宮細谷店の運営）
- DUO栃木（Volkswagen新車・中古車販売、点検整備）
- NEZASサービス（燃料販売（出光興産特約店）、自動車貸物運送業、商品販売、清掃事業）[注 33][8][81][82]
- 烏山自動車学校
- 片岡タクシー（タクシー事業会社）[78]
- 福島トヨタ自動車
- トヨタレンタリース福島
- トヨタL&F福島（産業車両の販売・修理）
- DUO福島（Volkswagen新車・中古車販売、点検整備）
- 福島トヨタビル（不動産賃貸業）
- 新庄（保険代理店 他[8]）

## 関連人物
- 榎本遼香 - 女子飛込競技選手。2023年4月より所属。

## 提供番組

### 現在
- ラジオ
  - エフエム栃木
    - TOCHIGI TOYOTA WEEKEND FREESTYLE

その他 栃木放送、とちぎテレビのニュース、交通情報など 提供コーナー 多数

### 過去
- ラジオ
  - 栃木放送
    - トヨタミュージックドライブ（TMC及び県内各ディーラー、トヨタL&F栃木と共同提供）

  - エフエム栃木
    - 栃木トヨタ MIDNIGHT SALOON
    - ラッパーDOTAMAの栃木県をぶっ飛ばせ！

## 栃木県内の他のトヨタ販売チャネル
- 栃木トヨペット（トヨペット店）
- トヨタカローラ栃木（トヨタカローラ店）
- ネッツトヨタ栃木（ネッツ店、旧トヨタオート店）- 2019年5月にネッツトヨタ宇都宮（旧トヨタビスタ店）を吸収合併した[83][84]。